# Amaia Montero
Pour les articles homonymes, voir Montero (homonymie).
Amaia Montero, née le 26 août 1976 à Irun (Guipuscoa), ville frontalière avec la France, est une chanteuse basque espagnole.

## Biographie

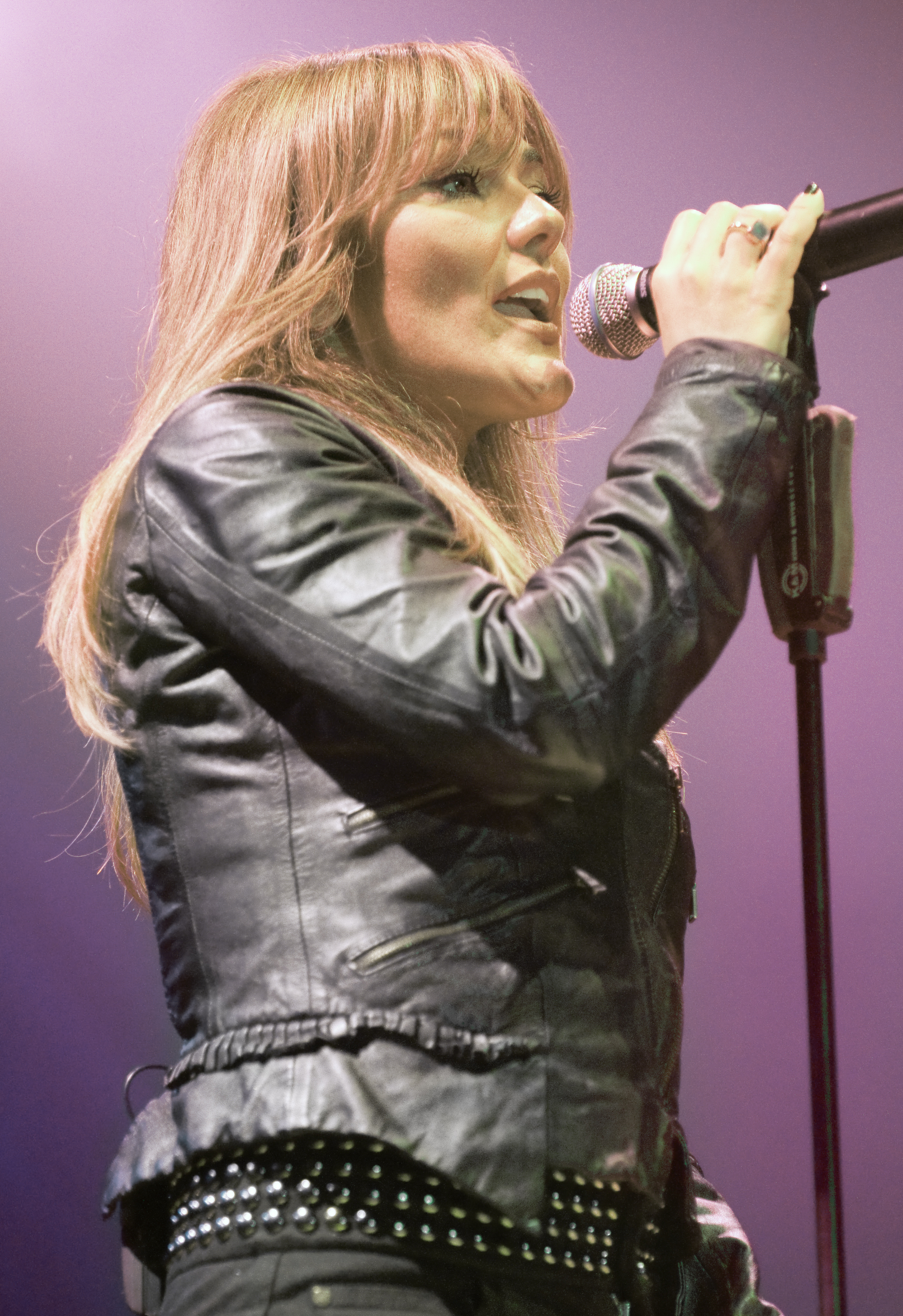
Amaia Montero en 2009.

Elle fait ses études primaires au centre Ubani, et s'inscrit à l'université du Pays basque (UPV/EHU) pour étudier en chimie. Plus tard elle devra changer et passer en psychologie puisque, à cause de la musique, elle n'avait plus le temps de fréquenter les classes au laboratoire de chimie. C'est là qu'elle rencontra quatre garçons qui pour s'amuser jouaient de la musique de temps en temps. L'un des garçons de ce groupe demanda à Amaia de les rejoindre et ce fut alors en 1996 que le groupe prit son nom actuel, La Oreja De Van Gogh. Le groupe connut assez rapidement un succès impressionnant, grâce à des textes très proches des jeunes et des arrangements originaux.
Elle a été invitée par Álex Ubago pour le duo Sin miedo a nada qui a été élu par les internautes du site los40.com meilleure chanson d'amour de tous les temps (elle a été reprise par plusieurs artistes sous forme de bachata).
Le 19 novembre 2007 Amaia Montero a annoncé son départ du groupe. Elle continuera à chanter comme chanteuse solo.
Son premier album solo, intitulé Amaia Montero, est sorti en Espagne le 18 novembre 2008 et a atteint le numéro 1 du hit-parade espagnol.

## Discographie

### Avec La Oreja de Van Gogh
| Année | Album                                         |
| ----- | --------------------------------------------- |
| 1998  | Dile Al Sol                                   |
| 2000  | El Viaje de Copperpot                         |
| 2003  | Lo que te conté mientras te hacías la dormida |
| 2006  | Guapa et Más guapa                            |

| Année | Album                                      |
| ----- | ------------------------------------------ |
| 2004  | La Oreja de Van Gogh en directo, gira 2003 |
| 2005  | París                                      |
| 2006  | LOVG 1996-2006                             |
| 2008  | LOVG - Grándes éxitos                      |

### En solo
| Année | Album              |
| ----- | ------------------ |
| 2008  | Amaia Montero      |
| 2011  | Amaia Montero 2    |
| 2018  | Nacidos para creer |

| Année | Album               |
| ----- | ------------------- |
| 2010  | UNICEF - Chiquitita |

### Duos
- Álex Ubago - Sin miedo a nada
- El Canto del Loco - Puede ser
- José Luis Perales - ¿Por qué te vas?
- Ramsey Ferrero - Me quedas tú
- Mikel Erentxun - Ahora sé que estás
- José Alfonso Lorca - El último Quijote
- Eros Ramazzotti - Está pasando noviembre
- Tiziano Ferro - El regalo más grande